# 京都市交通局600形電車
京都市交通局600形電車（きょうとしこうつうきょく600がたでんしゃ）は、京都市電の路面電車である。1937年から1942年にかけて95両が製造された。
本項目では600形の改造による派生形式である京都市交通局1600形電車および京都市交通局2600形電車についても取り扱う。

## 概要
昭和初期は、日本の路面電車事業者にとって一大転換期であった。昭和初年からの大恐慌によって乗客が減少しただけでなく、この時期は日本においてもモータリゼーションの揺籃期にあったことから、バスやタクシーがこの時期から飛躍的に発達することになった。地方の路面電車事業者の中にはバスの前に敗退を余儀なくされて路線を廃止するところも出てきたほか、大都市においても大阪市のように民間バスと市電・市バスが熾烈な競争を繰り広げてついには市電の収益が赤字に転ずるところも出てきた。その一方で、大都市においては都市化の拡大に伴って市電の路線網を拡大し、住民サービスの向上を図ることが求められていた。また、これらの新設路線では、東京都電5000形、横浜市電1000形、大阪市電1001,1081形・1501形・1601形、神戸市電J車、K車、L車（後の500形）といったような大正末期～昭和初期に多く製造された3扉大型ボギー車では輸送力過剰になることが予想されたことから、東京都電1000形、大阪市電801形・901形、神戸市電600形などのように、汎用性の高い中小型車を増備する方針に切り替えるようになった。
京都市電においても、大正末期から昭和初期にかけて旧京電東回り線の広軌化（寺町、木屋町通から河原町通へ路線付け替え）や、1921年（大正10年）の都市計画決定で道路拡幅と市電建設が決定した西大路通や九条通など、それまでの市街地とは異なる郊外への路線延伸が進められるようになった。その一方で、車両の新造も1928年（昭和3年）に行われた昭和天皇の即位の御大典に合わせて500形が増備され、翌1929年に200形単車が増備されて以降、不況下にあって乗客が伸び悩んだことから新車の投入がなかった。しかしながら都市計画道路への路線延伸は失業対策事業の一環として順調に進み、また、1935年ごろからはようやく不況を脱しつつあったことから、乗客数もようやく増加に転じる形勢にあったほか、開業時から使用していた広軌1形が老朽化しつつあり、取替の必要に迫られていた。このような状況の下、1935～1936年にかけて改造された514形をテストベッドにして、600形は計画・新造された。
600形は当初、以下の順で製造された。
601 - 620
1937年 日本車輌製造本店
621 - 645
1938年 日本車輌製造本店
646 - 675
1938年 汽車製造
676 - 685
1941年 日本車輌製造本店
戦前から戦時中にかけての竣工は以上の85両で終了した。
もっとも、1942年に686 - 695に相当する車両の車体が田中車両で完成しており、これは電装品などの主要機器の入手難から竣工が遅れ、第二次世界大戦後になってようやく艤装を実施の上で入籍、就役を開始している。
686 - 695
1947年 田中車両

## 車体
600形の車体は製造時期によって601 - 685と686 - 695の2タイプに分類される。
601 - 685は両端に客用扉を備える全長10.7mで窓配置D(1)6(1)D（D：客用扉、(1)：戸袋窓、数字：窓数）、戦時体制下で製造された686 - 695は全長が11mに延長され、窓配置D(1)7(1)Dと窓は1つ多くなっているが、窓1枚あたりの大きさはむしろ減少している。
車体はそれまでの角型スタイルから一変して、電気溶接を多用し、妻面を傾斜させた当時流行の流線形を取り入れたデザインが採用された。
妻面は後退角を付け、緩く円弧を描く3枚窓構成とされ、左右の窓については換気のため上部を分割して細い押し出し窓をつけた2段窓が採用されている。また、上部中央に半埋め込み式の砲弾型ケーシングに収めた前照灯を行先方向幕の上に取り付け、方向幕の左側に通風器のルーバーを、右側には経由地表示用の方向幕をそれぞれ設けている。下部の排障器は500形までの金属製救助網に代えて京都市電では初のストライカーを装備している。
側面はいずれも大きな下段上昇式の2段窓を採用し、上部の幕板高さを低くした上で屋根板と結合して張り上げ屋根としている。また戸袋窓から妻面にかけて、僅かに車体が絞られている。601 - 685のグループでは、窓の上下には半丸鋼棒によるウインドヘッダー、水切りを兼ねるガッターライン、それにウインドシルを全て露出した状態で取り付け、腰板の中央部を垂下させて主要機器を覆い隠して台車だけが露出したスタイルになっている。これに対し、686 - 695のグループでは側面のウインドシルを側板内側に隠し、中央部の垂れ下がりや車体の絞りを省略したデザインに変更されており、「600形戦時タイプ」とでも言うべき簡素な仕上がりになっている。
内装は鋼製部も含めて木目調で統一され、運転台のパイプ類もケーシングされている。座席は全てロングシートである。また、601 - 675は車内を広く見せるために運転台後ろの櫛桁を省略している。
塗装も従来の茶色一色から一変して、濃いベージュとグリーンのツートンカラーとなった。この塗装を決定するに当たっては、色彩の専門家の指導を仰いで10種類の塗装試験を在来車に実施したといわれている。
こうして完成した本形式のエクステリア・デザインは、戦後の混乱期に登場した1000形を経て、800形・900形から、軽量化されてリファインされた700形まで続く京都市電スタイルの源流となっている。

## 主要機器
機器構成は500形に準じているが、日本国内での機器製造技術の進展から、国産化されている。

### 主電動機
端子電圧600V時1時間定格出力37.28kWの直流直巻整流子電動機を各台車に1基ずつ吊り掛け式で装架するのを基本とする。
ただし、戦前・戦中竣工の601 - 685は定格回転数840rpmの芝浦製作所SE-133B、日立製作所HS-302A、東洋電機製造TDK-521-A、それに神鋼電機TB-28Aの4機種を混用して歯数比4.57(64:14)で統一していたのに対し、戦後竣工の686 - 695では同クラスながら規格形電動機であるSS-50を採用、定格回転数が820rpmと若干低くなったことから歯数比も4.21(59:14)に変更して定格速度がほぼ同一となるようにしている。
なお、戦中戦後の酷使で電動機が損耗したことから、601 - 685の一部については電動機の交換が実施されている。これらは代品として戦後竣工車と同じSS-50を搭載、歯数比をやはりそれらと同じ4.21に変更している。

### 制御器
三菱電機KR-8直接制御器を搭載する。

### 台車
台車はブリル77Eを模倣して国産化した鋳鋼軸ばね台車である住友金属工業KS-40L、および日本車輌製造、汽車製造、それに田中車両によるその同等品が採用されている。

### ブレーキ
ブレーキはSM-3直通ブレーキで、空気圧供給用としてウェスティングハウス・エレクトリック社製DH-16の同等品を床下に搭載する。

## 運用
本形式は登場後広軌線の全車庫に配属され、軌道中心間隔が狭軌時代のままで狭かった勧進橋以南の伏見線を除く広軌線の全路線で営業運転を開始した。流線型の美しい車体とグリーン基調の塗色は市民を瞠目させ、「青電」のニックネームで親しまれ、老朽化した広軌1形の置き換えと外郭線の路線延伸の主役としての役割も十分に果たした。もっとも、本形式には問題点がひとつあった。車体長約10mの短い車体に奥行きの長いストライカーを取り付けた結果、台車の心皿位置が必然的に車体中央寄りになり台車中心間隔も狭くなった。このため車端部のオーバーハングが過大となり、直線で高速走行すると前後の車端部が大きく左右に振れる激しいヨーイングを起こしたのである。
このように幾ばくかの問題を抱えつつも市民から好評をもって受け入れられた本形式であるが、デビュー当初の華やかな時代は長くは続かなかった。戦火の拡大によって物資は欠乏、修理部品の不足と多発する故障に悩まされるようになった。ただし、京都市内が大きな戦災を免れたこともあり、部品不足により修理不能状態に陥っていた車両はあったものの、他都市のように被災廃車を1両も出さずに戦後を迎えている。
戦後の混乱期には本形式の後ろに電装解除した広軌1形を連結して親子電車として運行した。他都市では折り返し時の入れ替え作業の困難さなどから、ごく短期間のうちに終了した路線が大半を占めていたが、京都市電の場合は碁盤の目状の路線網を持っていて環状運転を行う循環系統が多く、また最大のターミナルである京都駅前停留所の構内配線がループ線を採用していたため、入れ替え作業を最小限に抑えることができた。このため、比較的長期間に渡り、この親子電車の運行が継続されることとなった。
戦後の混乱が収束し、京都市電においても新車として1000形・800形・900形が順次就役したが、600形は両数が多く扱いやすいことから京都市電の主役の座を占め続けた。また、1950年代前半には伏見線でパンタグラフの実用試験を実施しており、600形もパンタグラフを取り付けて試験に参加している。
もっとも、軽量化を重視して設計された本形式において、設計時に想定されていなかった付随車の牽引は、戦中戦後の過積載状態での運転も相まってその車体、特に形鋼を組み合わせた台枠が大きく歪むなどの深刻な悪影響を及ぼした。そのため、製造後約20年を迎える1956年より「20年締替」（20年検査）と称する大規模な車体更新工事が601 - 685の85両に対して実施されることとなった。

### 20年更新
「20年締替」の工事メニューは以下の通り。
- 車体骨組および台枠の補強
- 車体腰板中央部の垂下部分を切り取り
- 内装の木製部分を木目塗装の金属板に変更
- 運転台後部への櫛桁取り付け(601 - 675)[注釈 4]
- 室内灯及び方向幕表示灯を白熱灯から蛍光灯に変更。電源として電動発電機を床下に搭載
- 一部車両の窓枠をアルミサッシに取替え
- 遮断器を電気式に取替えのうえ運転台下に取り付け。併せて接地開閉器を装備
- 台車枠の補強及び軸受のローラーベアリング化
- 方向幕の両側に埋め込み式の通風器を設置[注釈 5]。これに伴い左右の妻窓を1枚窓に変更
- テールライトのカバーの変更

この更新修繕は1962年までの間に毎年10両単位で63両を対象に実施され、面目を一新した。
特に蛍光灯の採用は大きな効果を発揮した。管球を使用している1000形や800形に比べるとはるかに明るい車内となり、900形や700形にひけをとらないものとなったのである。
こうして本形式の更新が進んでいた1960年代前半、京都市電では特にラッシュ時と閑散時間帯の輸送需要の極端な格差が問題となりつつあった。特に朝ラッシュ時には1000形でも運びきれないほどの通勤客を一度に運ぶことが求められる一方で、閑散時にそれらの車両を用いるのがあまりに不経済な状況となっていた。この状況に対応するため、京都市交通局では1963年度よりラッシュ時に総括制御による連結運転が可能で、しかも閑散時にはワンマンカーとして運行可能な2000形の新製投入を開始した。だが、次第に厳しくなる交通局の財政状況では連結運転実施に必要な定数全てを新造車で満たすことは困難であった。
そこで、本形式のうち未更新で残る18両を対象として、この2000形と同等の連結車へ改造する工事が実施されることとなった。

### 2600形への改造
600形から2600形への更新を兼ねた改造に際しては、2000形と性能、条件がなるべく合致するように配慮がなされた。その改造内容は下記のとおりである。
- 制御装置は2000形と同一の間接非自動制御式の日本車輌製造NC-579（マスターコントローラー）＋NCH-452-RUD（主制御器）へ交換
- ブレーキ装置も当然2000形と同一のM-18A弁を使用するSME非常弁付き直通ブレーキへ変更
- 装備機器増加への対応と、2000形と車体長を合わせ収容力を揃える必要から、車体を中央部で斜めに切断し、そこへドア部分を1m継ぎ足して車体長を10.7mから11.7mへ延長。継ぎ足し部分の補強として、中央ドア部の屋根裏に600形当時使用していたエアタンクを切って溶接
- 妻面中央の方向幕を2000形と同一の2段式方向幕へ変更。下段に行先を、上段には「連結車」または「ワンマンカー」をそれぞれ表示した。前照灯も2000形同様左右2灯とするため、方向幕の左右にあった通風器と経由地表示幕を埋め込み、その上部に各1灯ずつ灯具を埋め込んで取り付け
- 側面も、窓配置をD(1)3(1)D1 2 1 1（D：客用扉、(1)：戸袋窓、数字：側窓数）として、客用扉を前部が2枚連接引戸、中間を引戸として前中式の左右非対称配置とし、後部扉を埋め込んでいる。この扉跡については2段窓と1段固定窓に分割した形で小窓を設けているが、扉は全車が最後まで木製扉であった
- 塗色も2000形同様のクリーム/コバルトブルーの専用色が採用され、前面窓下にオレンジ色のワンマンカー識別帯が入れられた。また、連結器についても2000形同様の電気連結器つきのトムリンソン式密着連結器が取り付けられている

このように新造に近い大改造が施されたが、主電動機と台車は従来のものが流用された。そのため、主電動機はSS-50またはHS-302A、台車はKS-40Jとなっている。
車体は600形時代と同様の半鋼製のままとなっているがデコラ板等で更新され全鋼製並の室内となっている。
これらの改造により2600形は面目を一新し、前面は新造車並みに整形されたが、妻面幕板部周辺の形状と側面のウインドシル、ウインドヘッダー、それにガッターラインにかろうじて600形の面影が残るのみとなった。
なお、車体長が延びたことと、前扉の2枚連節戸化で戸袋部の奥行きが減少したことにより、台車の心皿中心間隔が約1,500mm延び、オーバーハングが短くなったこともあって600形時代に悩まされていたヨーイングが解消され、乗り心地が大きく向上している。
これらの改造工事は、2610 - 2612の3両がナニワ工機で実施されたほかはすべて交通局の直営で施工（壬生車庫内にあった壬生電車車両工場で施工）された。このとき培われたノウハウがその後の1600形・1800形・1900形などのワンマン化改造に生かされている。
こうして完成した2600形は、2000形ともども烏丸車庫に配属され、2000形と共通運用を組んで4系統に集中投入されて、ラッシュ時の連結運転及び昼間時のワンマン運転に充当された。両形式の増強に伴い、連結運転区間を西大路線・北大路線の全線と東山線の百万遍以北に拡大し、1966年には連結車の運用を10編成にまで増やしている。もっとも、2600形の改造は当初30両実施する計画であったが、1967年以降は京都市交通局が財政再建団体に転落してしまったため、18両が完成した段階で打ち切られた。

### 1600形への改造
本形式の2600形への改造が打ち切られた後、京都市交通局ではワンマン化推進のため、在来車の改造によるワンマンカーを導入することとなった。しかし、2600形のような高コストかつ贅沢な仕様での改造は、2600形導入開始時にもまして悪化した交通局の財政状況では困難であり、またこうした大規模な改造工事の実施は短期間でのワンマン化を推進する上で障害となるため、改造内容を大幅に簡略化する方針が採られた。
こうして本形式の内、20年締替が未施工で残存していた612・655・662・667の4両および更新済みの59両を対象として、1966年から1968年にかけてナニワ工機、大阪車輌工業および交通局の直営（壬生車庫内にあった壬生電車車両工場で施工）でワンマン化改造工事が実施され、1600形1605 - 1667へ改番された。
1600形への改造に際しての基本方針は以下の通り。
- ワンマン機能と安全設備への十分な配慮
- ワンマン、ツーマンどちらでも運転が可能
- 連結運行は実施しない
- 在来部品の有効活用

この改造に先立ち、1965年には今後のワンマン改造の研究資料を得るために、800形866にMG（電動発電機）試験車と称される改造が実施された。改造内容はビューゲル自動起倒装置の取り付けと埋め込み式前照灯の露出式シールドビームへの改造、車内外スピーカーの設置と戸閉表示灯の取り付け、運転台正面窓の落とし込み式から押し出し式への変更及び電動ワイパーの取り付け、制御装置の間接制御から直接制御への改造、集電装置のZ型パンタグラフからビューゲルへの改造などである。
これらのコンセプト・試験結果を基にして決定された1600形の改造内容は以下の通り。
- 前照灯を60Wシールドビーム2基として、これを方向幕左右の通風器上部に取り付け
- 2000形や2600形と異なり連結運行を行わないことから、前面方向幕を1段式のままとし、その上部に「ワンマンカー」を表示した行灯を取り付け
- 電磁弁とエアを使用したビューゲル自動起倒装置を取り付け
- 運転台正面窓を落とし込みから押し出し式に変更するとともに、電動ワイパーを取り付け
- 正面左右にバックミラーを取り付け
- 運転台部分は運転席および料金箱を設けたことから、仕切りのHポールを後退。また、運転席には後部出口監視ミラーを取り付け、同時に出入口直後の立客の滞留による後部監視の困難をなくするために、座席を出入口一杯まで延長
- 室内灯は車内照度向上のため、カバーつき20W蛍光灯×16本からカバーなし20W蛍光灯×10本に変更
- 車体塗色は2000・2600形のクリーム/コバルトブルーの専用色ではなく、京都市電標準色のクリーム/グリーンのままとし、ワンマンカー識別用として窓下に赤帯を巻いた
- 20年締替（更新修繕）未実施車4両については、同工事も併せて実施

改造は、すでに2600形に改造された車両があったことから同時に複雑な改番（車両番号の変更）を実施されることになった。また、当初は1601 - 1667の67両を改造する計画であったが、後述するように路線廃止の急速な進捗により601・603・605・606の4両がワンマン化未施工のまま廃車されたことから、この4両に付番される予定の1601 - 1604は欠番となり1605（旧607）がトップナンバーとなった。こうして迅速かつ安価でワンマンカーを揃えることができたが、車体およびモーター・台車は種車のままであったため、車体のヨーイングに引き続き悩まされることとなった。

### ワンマン運転
1600形は1966年12月に最初に完成した1649・1655の2両が錦林車庫に配属され、以後、順次同車庫に配属されていった。当初はツーマン運行で使用を開始したことから正面の「ワンマンカー」表示灯は白地（実際は裏返し）で、ワンマンカー識別用の赤帯は巻かれずに使用されていた。その後、九条車庫にも配属を開始し同時に錦林配置の若番車を九条に転属させ、1968年（昭和43年）4月には当初の配属計画どおり九条に1605 - 1640、錦林に1641 - 1667を配属、最終期まで多少の変動はあるものの前半九条、後半錦林の体制が確立した。
こうして1600形の両数が揃ったことから、1968年3月4日から錦林担当の2・12系統（西大路九条 - 円町 - 天王町 - 錦林車庫前 - 銀閣寺道 - 河原町今出川 - 塩小路高倉 - 京都駅、現在の市バス202系統及び17系統の一部、また12系統は2系統の起終点を西大路四条及び四条河原町に短縮）と22乙系統（西大路九条 - 白梅町 - 銀閣寺道～錦林車庫前）で1600形によるワンマン運転を開始、同年6月17日からは九条担当の7系統（九条車庫前 - 九条大宮 - 四条大宮 - 祇園 - 東福寺 - 九条車庫前、現在の市バス207系統）、8系統（九条車庫前 - 西大路九条 - 東山七条 - 東福寺 - 九条車庫前、現在の市バス208系統）、17系統（九条車庫前 - 西大路九条 - 西大路七条 - 七条大宮 - 四条大宮 - 祇園 - 東福寺 - 九条車庫前）においても1600形によるワンマン運行を開始した。こうして勢揃いした1600形は2・7・8系統という九条・錦林両車庫の幹線系統を中心に運行されたことから、両車庫の主力車両として四条通や河原町通、九条通などではいつでも見られる車両となった。
もっとも、1600形は600形の前後ドア配置のままでワンマンカーとして就役させたことから、乗務員から「後方監視に不便」と不評の声が上がったほか、車内の出入口間の距離が長いにもかかわらず乗降時は出入口に乗客が滞留しやすかったことから「混雑時に降りられない」と乗客から苦情が出ただけでなく、乗務員からも「乗降に手間取って遅延しやすい」と不評であった。そのため、その後の1800形・1900形などのワンマン化改造ではこれらの問題点に鑑みて前中式のドア配置にするなど、1600形の改造を通じて現れた課題は他形式のワンマン化改造に生かされたほか、1968年以降には車内放送のテープ化、ブレーキ弁の応答性向上のために中継弁を取り付け、タイフォン（警笛）の電磁ホーン化など、他形式の改造成果をフィードバックする改造が実施されている。その一方で、前中式のドア配置への改造が困難な、軽量構造の700形のワンマン改造の道を閉ざしてしまい、結果として後の路線廃止時においては減価償却満了（鉄道車両は13年）前の就役十年に満たない車両が廃車されてしまうなど、財政再建団体に指定された事業者としては、経費節減の面から見て問題となる事例も発生した。
また、この1600形によるワンマン運転の開始により、従来2000形と共に専用色に塗装されていた2600形について塗装の見直しが実施され、京都市電において第二次世界大戦後に標準色となっていた窓部クリーム・腰部グリーンのツートンカラーにワンマンカー識別用の赤帯を窓下に巻く、ワンマンカー標準塗装に変更された。
その後、乗客数の減少と他系統のワンマン化の進展に伴い、1970年（昭和45年）1月16日に外郭線での運転が中止となって連結運転は最混雑線区である烏丸線限定となり、翌1971年（昭和46年）3月31日には連結運転そのものが終了となった。そのため、2600形は連結器を撤去し1600形を含む他のワンマンカー各形式と共通運用化され、従来充当されていなかった各系統の運用に入ることになった。これにより、千本線（四条大宮まで）、河原町線、東山線（百万遍以南）などでの運用が開始されている。
烏丸線廃止後、車掌の職場確保のために1600形のうち九条車庫配属の1632 - 1634と錦林車庫配属の1636 - 1642の10両と2600形のうち2617・2618の2両が2000形全車とともにツーマン車として運行されることになり、ワンマン識別用の赤帯を撤去するなどのツーマン改造を受けた。もっともこれら暫定ツーマンカーは1974年末までに1642・2617・2618の3両がワンマンカーに復帰し、翌1975年1月には1633・1634・1641の3両が1652とともに廃車され、残った6両は同年3月に全車ワンマンカーに復帰している。

## 廃車
2600形に18両、1600形に63両と連結・ワンマン運転の実施に伴う改造で形式変更が実施された結果、601・603・605・606の4両と戦時型で未更新の686 - 695の合計14両が600形のまま残存していた。
このうち戦時型10両は1971年7月1日付で全車廃車となり、残りの4両も1973年2月1日付で廃車され、600形は形式消滅となった。
その後、老朽化に加えて前述した乗降時の問題もあることから1600形が廃車対象とされ、路線網の縮小に合わせて淘汰が進んだ。
1972年1月の千本大宮・四条線廃止時には、前年に1840と正面衝突事故を起こしていた1635が1600形初の廃車となり、1973年2月1日付で状態不良の1623・1624・1657・1659・1660の5両が、1974年3月の烏丸線（七条烏丸 - 烏丸車庫前間）廃止時には1629・1651の2両がそれぞれ廃車された。さらに上述の通り1975年1月に1633・1634・1641・1652の4両が廃車されている。
また、2600形についても、同じ1974年に2605が主制御器を敷石にぶつけ事故廃車となっている。
1976年4月の丸太町・白川・今出川線の廃止時には1600形の残存全車と2601が廃車された。
2600形の残り16両は、2000形と同じく間接非自動制御で保守や運用に難があったことから京都市電全廃に先立つ1977年の河原町・七条線廃止時に全車廃車となり、ここに600形に由来する全車両が廃車となっている。

## 保存・譲渡
京都市電の標準といえるスタイルを作った、歴史的に重要な車両であったにもかかわらず、本形式は600形としては1両も保存されなかった。翌1974年に廃車になった他のツーマン車（700形・800形・900形）が各1両ずつ交通局に保存されており、わずか1年の差で保存対象とはならなかった。
そのため、交通局は600形の代わりとして、ワンマン化された1600形1605を保存車に指定した。現在は梅小路公園にある「市電ひろば」に展示されている。車内の車番は、ワンマン化改造前の「607」が見える状態になっており、来歴を示す掲示文が貼られている。
2600形については交通局の手による保存車はないが、2603が京都市左京区の「京都コンピュータ学院北白川校」敷地内に1800形1801とともに展示されている。また、解体された各車の制御器一式が伊予鉄道松山市内線に譲渡されて、モハ50形51 - 61の間接非自動制御への改造に活用されている。

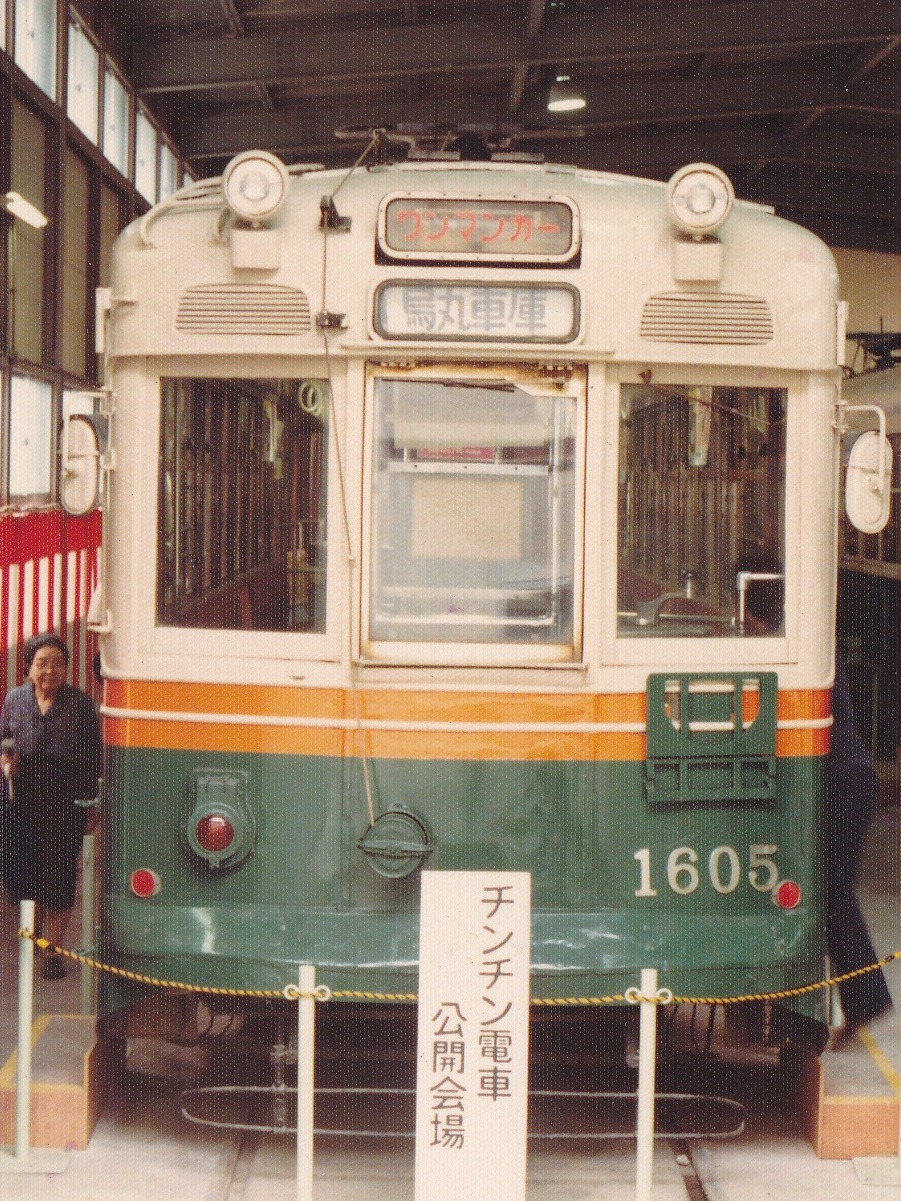
旧烏丸車庫に保存されていた頃の1605（1982年6月1日撮影）
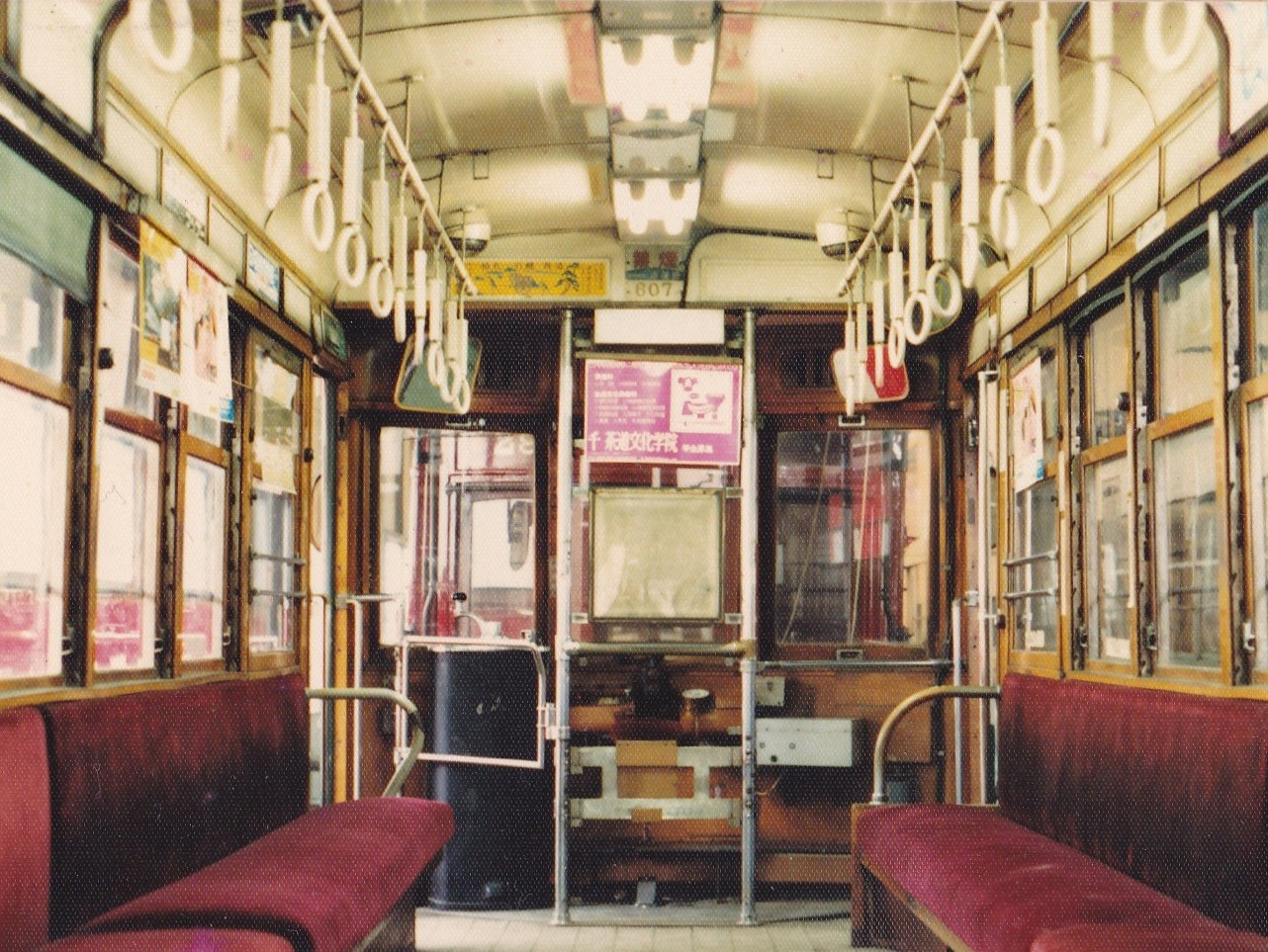
旧烏丸車庫で保存時代の1605。車内は廃車当時のまま。車内の番号表示は種車の607号のまま（1982年6月1日撮影）
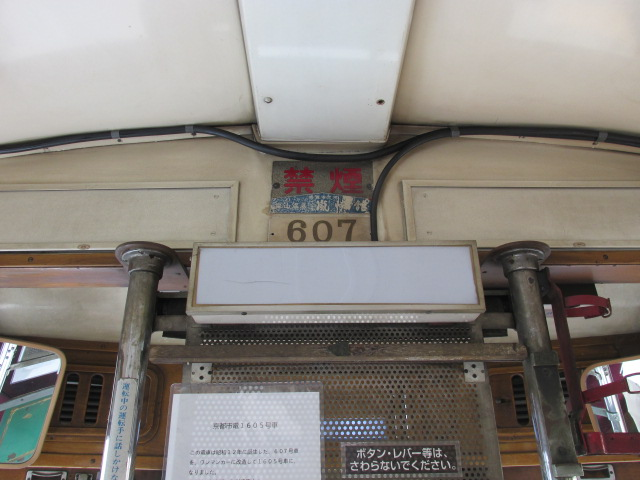
梅小路公園で保存中の1605の運転席上部。左下に来歴の説明文（2015年8月10日撮影）
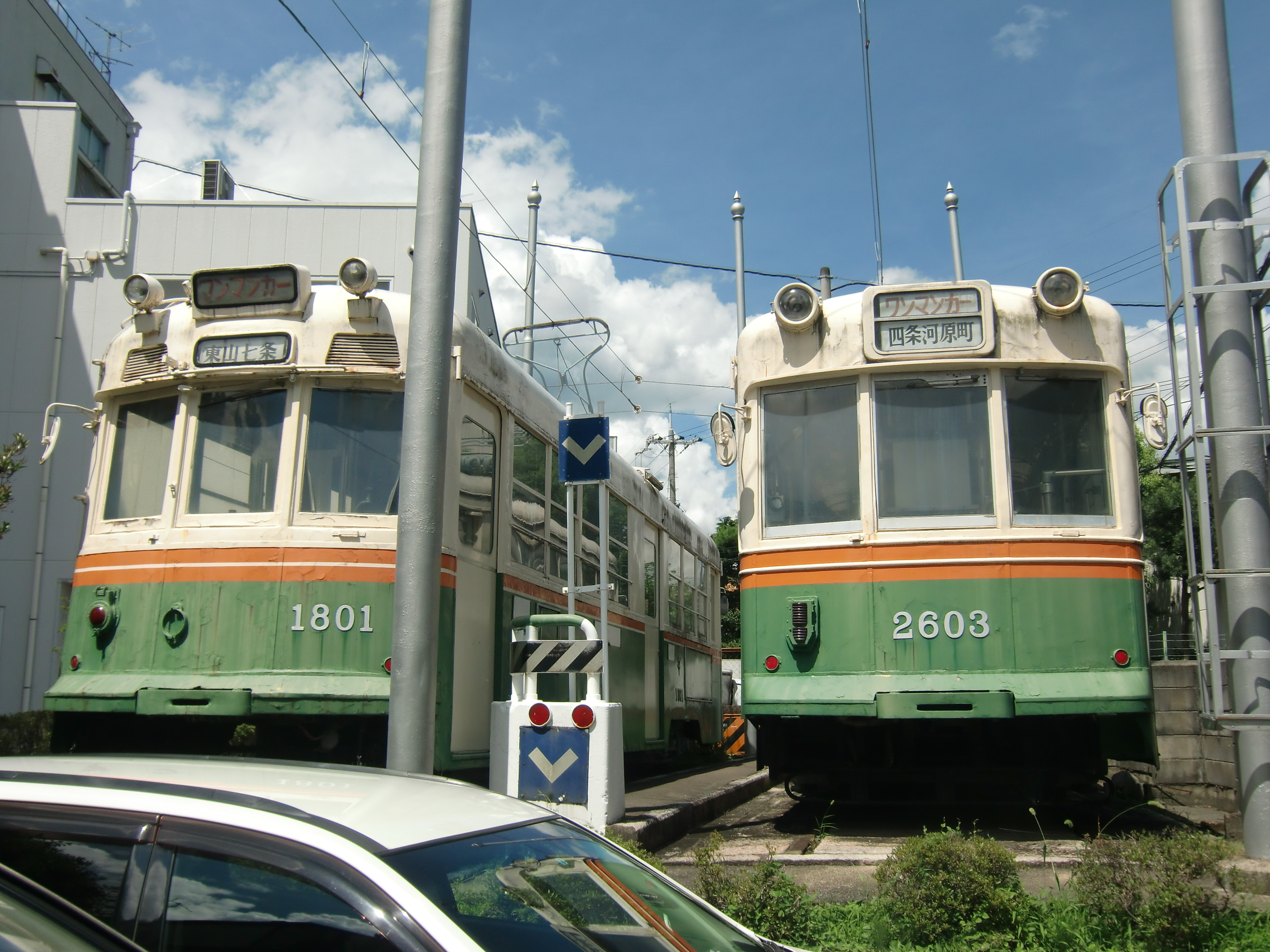
京都コンピュータ学院で1801と並んで保存されている2603(2012年8月23日撮影）

## エピソード
- 600形のデビュー当時、多くの子供が「青電に乗りたい」といって従来から走っている電車をやり過ごしたため、親たちがなだめすかすのに一苦労したという話が残っている。
- 600形の戦時タイプが牛に引かれて壬生車庫に搬入される有名な写真があるが、これは二条駅から搬入されたものと推測される。
- 600形の親子電車を運転していた運転手OBの証言によると、九条車庫で7系統（九条車庫前 - 九条大宮 - 四条大宮 - 祇園～東福寺 - 九条車庫前、現在の市バス207系統）で親子電車を運転した際、東山安井 - 祇園間の下り急勾配で行き脚がついてしまい、祇園交差点を曲がりきれずに東山線をそのまま直進して異線進入したという。